# エウデモス倫理学
『エウデモス倫理学』（エウデモスりんりがく、希: Ηθικά Εὔδημια、羅: Ethica Eudemia、英: Eudemian Ethics）とは、古代ギリシャの哲学者アリストテレスによって書かれたとされる、倫理哲学書の1つ。
アリストテレスの弟子の1人であったロドスのエウデモスが編集したとされることからこの名が付いた。

## 構成
全8巻から成るが、第4巻~第6巻にかけては、『ニコマコス倫理学』の第5巻~第7巻と同じテキストとなっている。
- 第1巻 【Α巻】 - 全8章。
  - 第1章 - 序論。幸福について。
  - 第2章 - 幸福という目的とそれを達成する手段。
  - 第3章 - 幸福と人間の性質・行為。
  - 第4章 - 人間の3つの生活 - 政治的・哲学的・享楽的生活。
  - 第5章 - 諸論検討。
  - 第6章 - 哲学的考察と原因（理由）・結果（事実）。
  - 第7章 - 「人間の幸福」についての境界策定。
  - 第8章 - イデア論に対する考察・批判。
- 第2巻【Β巻】 - 全11章。
  - 第1章 - 霊魂との関わり。
  - 第2章 - 徳性（エートス）と習慣（エトス）。
  - 第3章 - 超過・欠乏と中庸（メソテース）。
  - 第4章 - 霊魂の「有理的部分の徳」（思惟的徳）と「無理的部分の徳」（倫理的徳）。
  - 第5章 - 倫理的徳と快楽・苦痛の中庸。
  - 第6章 - 行為と原因・端緒。
  - 第7章 - 自発性と欲求。
  - 第8章 - 自発性と強制。
  - 第9章 - 自発性と思惟。
  - 第10章 - 選択。
  - 第11章 - 徳と目的。
- 第3巻【Γ巻】 - 全7章。
  - 第1章 - 勇敢。
  - 第2章 - 節制。
  - 第3章 - 温和。
  - 第4章 - 鷹揚。
  - 第5章 - 矜持。
  - 第6章 - 豪壮。
  - 第7章 - 義憤、廉恥、親愛、厳正、真実、頓知。
- 第7巻【Η巻】 - 全12章。
  - 第1章 - 親愛。
  - 第2章 - 親愛にまつわる諸問題解決。
  - 第3章 - 親愛と均等性・卓越性1。
  - 第4章 - 親愛と均等性・卓越性2。
  - 第5章 - 親愛の一般的意味。
  - 第6章 - 自分自身にとっての親愛。
  - 第7章 - 協和と好意。
  - 第8章 - 施恩者と受恩者。
  - 第9章 - 各種の共同関係。
  - 第10章 - 血族的、同僚的、共同体的・国民的な親愛。
  - 第11章 - 「善なる友」と「有用の友」。
  - 第12章 - 自足と親愛。
- 第8巻【Θ巻】 - 全3章。
  - 第1章 - 使用の正・不正と知識、思慮と徳。
  - 第2章 - 幸運。
  - 第3章 - 善美。

## 日本語訳
- 『アリストテレス全集 14　大道徳学・エウデモス倫理学・徳と悪徳について』 茂手木元蔵訳、岩波書店、1968年
- 『新版 アリストテレス全集 16　大道徳学・エウデモス倫理学・徳と悪徳について』 新島龍美・荻野弘之訳、2016年